# Наоми Кембел
Наоми Елејн Кембел (енгл. Naomi Elaine Campbell; Лондон, 22. мај 1970) британска је манекенка. Откривена је сасвим случајно на улици у Лондону, кад је имала тек 15 година. Крајем 1980-их и 1990-их се убрајала међу три најпрепознатљивије и најтраженије моделе на свету и била је међу шест модела из своје генерације који су проглашени супермоделима од стране света моде. Била је на преко 800 насловних страница часописа и радила је и ходала на око 1.500 модних ревија.
Прво снимање јој је било за британски Ел (Elle). Радила је рекламне спотове, кампање, каталоге и ревије за многе познате модне куће и креаторе као што су Версаче, Шанел, Кристијан Диор, Ђорђо Армани , Роко Бароко , Лаура Бјађоти , Долче & Габана, Фенди , Гучи , Прада, Том Форд, Најки , Адидас , Живанши, Оскар де ла Рента, Роберто Кавали, Валентино, Луј Витон, Ив Сен Лоран, Мајкл Корс, Џон Галијано, Жан Пол Готје, Марк Џејкобс, Карл Лагерфелд, Бурбери, Марчеса, Зак Позен, Томи Хилфигер, Ана Суи као и многе друге. Поред моде, бави се и глумом и певањем. Њен албум „Baby Woman“ продат је у милион примерака широм света. Такође се појављивала у спотовима неких познатих музичара као што су Џорџ Мајкл и Мајкл Џексон. Магазин „Пипл“ прогласио ју је за једну од 50 најлепших жена света 1991. године.

## Младост
Наоми је рођена у Лондону, а њена мајка Валери Морис је била пореклом Јамајчанка. На њену жељу, Наоми никада није упознала свог оца, који је напустио Валери када је била у четвртом месецу трудноће. Његовог имена нема на Наоминој крштеници; презиме Кембел је узето из другог брака њене мајке. Наоми Кембел је афро-јамајчанског порекла, као и кинеско-јамајчанског порекла преко очева мајке, чије је девојачко презиме било Минг. У породици, Наоми има млађег полубрата, Пјера, који је рођен 1985. године.
Наоми је детињство провела у Риму, где је њена мајка радила као модерна плесачица. Након њиховог повратка у Лондон, Наоми је боравила код својих рођака, зато што је мајка пословно била одсутна, путовала је Европом са плесачком трупом Фантастика. Од своје треће године, Наоми је похађала једну специјализовану плесну школу Barbara Speake Stage School, да би са десет година била примљена у чувену школу Italia Conti Academy of Theatre Arts, где је изучавала балет.

## Каријера

### 1978-86: Почеци каријере
Наомино прво јавно појављивање је било када је она имала седам година, 1978. године, када се појавила у музичком споту Боб Марлија за песму „Is This Love“. Са дванаест година, наступала је у музичком споту „I'll Tumble 4 Ya“ групе Калчер Клаб, Године 1986, док је била још ученица италијанске академије, шефица једне агенције за моделе, Бет Болт, је запазила Наоми док је она разгледала лондонске излоге. Њена каријера је од тада врло брзо кренула узлазном путањом, јер је у априлу, непосредно пре њеног шеснаестог рођендана, појавила се на насловници британског магазина Ел.

### 1987-97: Интернационални успех
Следећих неколико година, њен успех је знатно порастао: на модним пистама носила је одећу многих познатих дизајнера, попут Ђани
Версачеа, Азедина Алаја и Исака Мизраха, и позирала пред објективима разних фотографа Петра Линдберга, Херба Ритса и Бруса Вебера. Крајем 1980их, поред Кристи Тарлингтон и Линде Евангелисте, убрајала се међу три најпрепознатљивије и најтраженије моделе своје генерације.
Када се суочила са дискриминацијом због браон боје коже, Кембелова је добила подршку својих пријатеља; касније је цитирала речи Тарлингтон и Линде Евангелисте које су њих две упутиле компанији Долче & Габана „Ако нећете примити Наоми, немојте ни нас две узимати.“ У децембру 1987. године, позирала је за насловницу британског магазина Воуг, где жена црне пути није била на насловној страни више од 20 година, од 1966. године. У августу 1988. године, постала је, такође, прва црнкиња која се појавила на насловној страни француског Воуга, након интервенције њеног пријатеља и ментора по имену Ив Сент Лорен, дизајнера који је запретио даће повући све своје рекламе из тог часописа уколико уредници наставе да одбијају стављање модела црне пути на насловницу. Наредне године, 1989. појавила се на насловној страни америчког Вога, и то на септембарском издању (September issue) које је традиционално највеће и најзначајније издање године.
У јануару 1990. године, Наоми Кембел, коју је амерички магазин Interview прогласио „владајућим мегамоделом изнад свих“, појавила се на насловници британског Вога заједно са Кристи Тарлингтон, Линдом Евангелистом, Синди Крофорд и Татјаном Патиц. Њих пет су касније снимиле спот за песму Џорџа Мајкла Freedom! '90. До тада су већ Кембел, Тарлингтон, Крофорд и Клаудија Шифер формирали елитну групу модела, у модној индустрији познатих као супермодели. Заједно са Кејт Мос која је нешто млађе генерације, заједно су их називали Big Six, односно Велика шесторка.
У марту 1991. године, у одлучујућем тренутку у тзв. ери супермодела, Кембелова је прошетала пистом Версачеву одећу. Касније исте године, појављује се у споту песме In the Closet, коју изводи Мајкл Џексон. У априлу 1992. године, заједно са још неколико других топ-модела, позирала је за насловницу за стогодишњи јубилеј америчког Воуга. Исте године, објављен је низ контроверзних нагих фотографија са Мадоном, у Мадониној књизи.
Наоми се још два пута 1993. године појавила на насловној страни америчког Воуга; у априлу, поред Кристи Тарлингтон, Клаудијом Шифер, Стефани Сејмор и Хеленом Кристенсен, као и у јуну, сама. Када је исте године, на једној ревији, 17. марта носила обућу Вивијен Вествуд и пала на потпетицама високим 25 центиметара, тај пад је постао један од најчувенијих падова познатих, а ципеле су касније биле изложене у једном лондонском музеју. И поред њеног успеха, модна агенција Elite Model Management, у којој је Наоми радила од 1987. године ју је отпустила, а као разлог су навели то да нема количине новца нити престижа које би могао додатно да оправда злоупотребу особља и клијената. Оснивач те агенције ју је описао као манипулативну, склону сплеткарењу, непристојну и несносну особу. Наоми је позната и по свом јаком темпераменту, агресивном понашању,да се понаша као уображена , бахата дива и по физичким нападима на кућну помоћницу коју је гађала мобилним телефоном, напала особље на аеродрому и папарацо фотографа. У младости је узимала кокаин и била на лечењу тј. одвикавању од дроге и алкохола 1999. године.

## Активизам и хуманитарни рад
Упркос њеном статусу као најпознатијем моделу свог времена црне пути, Наоми Кембел никада није добила подједнаку количину пажње новинара и јавности, као неке њене колегинице белкиње, а није потписала уговор са ниједном козметичком кућом све до 1999. године. Једном је 1991. године открила да ће можда бити сматрана као једна од топ-модела на свету, али никада неће добити исто новца као неке од њих. Током своје каријере, Наоми је отворено била против расних предрасуда које постоје у свету моде. У једном интервјуу из 1997. године је изјавила: Постоје предрасуде. То је проблем и ја више не могу да наставим заташкавањем тога испод тепиха. То је посао продаје, а плава девојка са плавим очима је оно што се продаје. Деценију касније, поновно је проговорила на тему антидискриминације, изјавивши: Председник Америке може бити црнац, али ја као црнкиња, увек ћу бити изузетак у свом послу. Морам да радим више, како бих била подједнако третирана и вреднована. Године 2013. Наоми се прикључила црним моделсицама у заговарачкој кампањи Diversity Coalition (Коалиција различитости). У отвореном писму организационом одбору светским недељама моде, навели су имена угледних дизајнера који су користили стриктно само моделе исте боје коже за колекцију јесен 2013, назвавши тај потез расистичким чином.